# Галицький район (Костромська область)
Га́лицький район (рос. Галицкий район) — адміністративно-територіальна одиниця (район) та муніципальне утворення (муніципальний район) на заході Костромської області Росії.
Адміністративний центр — місто Галич (до складу району не входить).

## Географія
Площа району — 2870 км².
Основні річки — Шача, Ноля, Тьобза, Вьокса.

## Історія
Галицький район утворений в 1928 році в складі Костромської губернії з більшої частини Галицького уїзду. У 1929 році Галицький район увійшов до складу Костромського округу Івановської промислової області. У 1936 році увійшов до складу Ярославської області. Після утворення Костромської області в 1944 році — увійшов до її складу.
7 березня 1941 року частина території Галицького району була передана в новий Оріховський район. 5 жовтня 1957 року до Галицького району була приєднана частина території скасованого Ігодовского району. 23 липня 1959 року до Галицького району була приєднана частина території скасованого Оріховського району.
Відповідно до Закону Костромської області від 30 грудня 2004 року № 237-ЗКО район був наділений статусом муніципального району, встановлено межі нового муніципального утворення. На території району утворені 14 муніципальних утворень (сільських поселень).
Відповідно до Закону Костромської області від 22 жовтня 2009 року № 525-4-ЗКО до складу Березовського сільського поселення включено скасоване Муравищенське сільське поселення.
Відповідно до Закону Костромської області від 22 червня 2010 № 626-4-ЗКО об'єднані:
- Дмитрівське, Кабановське, Красильниковське, Пронінське і Челсменське сільські поселення — в Дмитрієвське ;
- Костомське, Унорожське і Оріховське сільські поселення — в Оріховське ;
- Степановське і Толтуновське сільські поселення — в Степановське .

Відповідно до Закону Костромської області від 9 лютого 2007 року N 112-4-ЗКОГалицький район як адміністративно-територіальна одиниця області також зберігає свій статус.

## Населення
Чисельність постійного населення на 1 січня 2007 року склала 10 017 чоловік, що проживали в 299 населених пунктах, і за попередній рік зменшилася на 297 осіб, або на 2,9 %, За рахунок природного спаду населення (-166 осіб) і міграційного відтоку (-188 осіб).

## Адміністративний поділ
Галицький район як адміністративно-територіальна одиниця включає 5 поселень.

## Пам'ятки
- Богородське — Церква Казанської Пресвятої Богородиці.
- Галич — Миколаївський Староторжський монастир, Успенська слобода, Паїсієво-Галицький жіночий монастир, церква Василія Великого.
- Реброво — Церква Різдва Богородиці.
- «Городище біля с. Унорож, VIII ст. до н. е. — VII ст. н. е.» — об'єкт археологічної спадщини федерального значення на території Оріхівського сільського поселення. Відображає етнокультурні процеси епохи «раннього заліза», торгово-економічні зв'язки Костромського Заволжя з Північною Руссю, Скандинавією і східними землями в IX—XI ст., існувало і в давньоруський період (XII—XIII ст.).